# Caesulia
Caesulia é um género botânico pertencente à família Asteraceae.